# 定结毛茛
定结毛茛（学名：Ranunculus dingjieensis）为毛茛科毛茛属下的一个种。

## 扩展阅读
- 維基物種上的相關：定结毛茛